# Albert Codina
Albert Codina (* 1967 oder 1968) ist ein ehemaliger spanischer Squashspieler.

## Karriere
Albert Codina spielte in den 1980er- und 1990er-Jahren auf der PSA World Tour. Mit der spanischen Nationalmannschaft nahm er 1987, 1989, 1991, 1993 und 1995 an der Weltmeisterschaft teil. Darüber hinaus gehörte er 16 Mal zum spanischen Kader bei Europameisterschaften. Zwischen 1989 und 1999 wurde er sechsmal spanischer Meister.

## Erfolge
- Spanischer Meister: 6 Titel (1989, 1990, 1995, 1996, 1998, 1999)